# 短葶薹草
短葶薹草（学名：Carex breviscapa），又名寬果宿柱薹，为莎草科薹草属下的一个种。分布在澳大利亚、斯里兰卡、菲律宾、马来西亚、印度尼西亚、缅甸、琉球群岛、泰国、台湾岛以及中国大陆的海南、福建等地，生长于海拔400米至1,000米的地区，多生长于山坡林下，目前尚未由人工引种栽培。

## 别名
宽果宿柱苔草（台湾植物志）  疏鳞苔草（海南植物志）